# Notophthiracarus dilatatus
Notophthiracarus dilatatus är en kvalsterart som beskrevs av Wojciech Niedbała 2004. Notophthiracarus dilatatus ingår i släktet Notophthiracarus och familjen Phthiracaridae. Inga underarter finns listade i Catalogue of Life.